# Segment de réseau

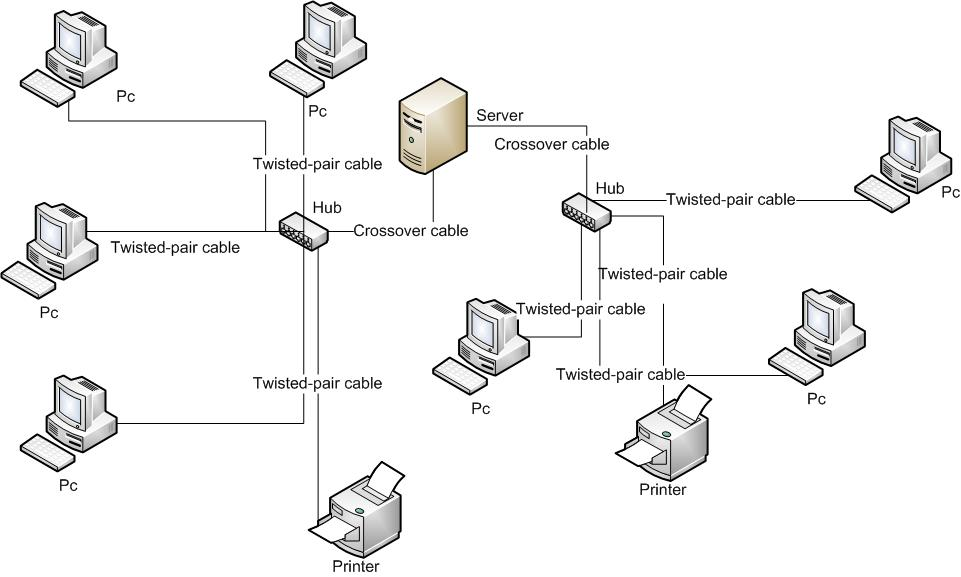
Exemple de réseau informatique comprenant deux segments.

Un segment de réseau est une portion d'un réseau informatique dans lequel chaque appareil communique en utilisant la même couche physique. Les appareils qui étendent cette couche physique, comme les répéteurs ou les concentrateurs réseau (hub), réalisent une extension du segment. Toutefois, les appareils qui fonctionnent au niveau de la couche de liaison de données ou au-dessus, créent de nouvelles couches physiques, et ainsi, réalisent une création de segment plutôt qu'une extension de segment.

## Ethernet
Dans le contexte de réseau Ethernet, le segment réseau est aussi connu sous le nom de domaine de collision. Il comprend un groupe d'appareils connectés sur le même bus ou hub, pouvant avoir des collisions CSMA/CD entre eux, et pouvant analyser leurs paquets de très près. 
Dans les configurations modernes d'Ethernet basées sur des commutateurs (switch), la couche physique est généralement aussi petite que possible pour éviter la possibilité d'occurrence de collisions. Ainsi, chaque segment est composé de deux appareils, et les segments sont liés ensemble en utilisant des switchs ou des routeurs pour former un ou plusieurs domaines de diffusion (broadcast domain).

## Token ring
Toutes les machines connectées à la même Unité d'Accès au Support (Media Access Unit - MAU) pour un anneau à jeton (token ring) font partie du même segment de réseau.

## Token bus
Toutes les machines connectées au même bus à jeton (token bus) font partie du même segment de réseau.

## Autres utilisations du terme «segment de réseau»
Le terme segment de réseau est parfois employé en référence à une portion d'un réseau d'ordinateurs dans lequel les ordinateurs peuvent accéder aux autres en utilisant le protocole de liaison de données (c'est-à-dire, pour Ethernet, cela revient à la possibilité d'envoyer une trame Ethernet à d'autres en utilisant leurs adresses MAC). Dans ce cas, le segment de données est synonyme de domaine de diffusion (broadcast domain).
Très rarement, le terme fait référence à un sous-réseau.